# 维拉瓦尔
维拉瓦尔（法語：Villavard，法語發音：[vilavaʁ]）是法国卢瓦-谢尔省的一个市镇，属于旺多姆区。

## 地理
维拉瓦尔（47°45'32"N, 0°54'18"E）面积5.18 平方千米，位于法国中央-卢瓦尔河谷大区卢瓦-谢尔省，该省份为法国中北部省份，北起厄尔-卢瓦省，东北接卢瓦雷省，东南接谢尔省，南至安德尔省，西南接安德尔-卢瓦尔省，西北接萨尔特省。
与维拉瓦尔接壤的市镇（或旧市镇、城区）包括：乌赛、拉瓦尔丹、卢瓦河畔蒙图瓦尔、圣里迈、萨尼耶尔。

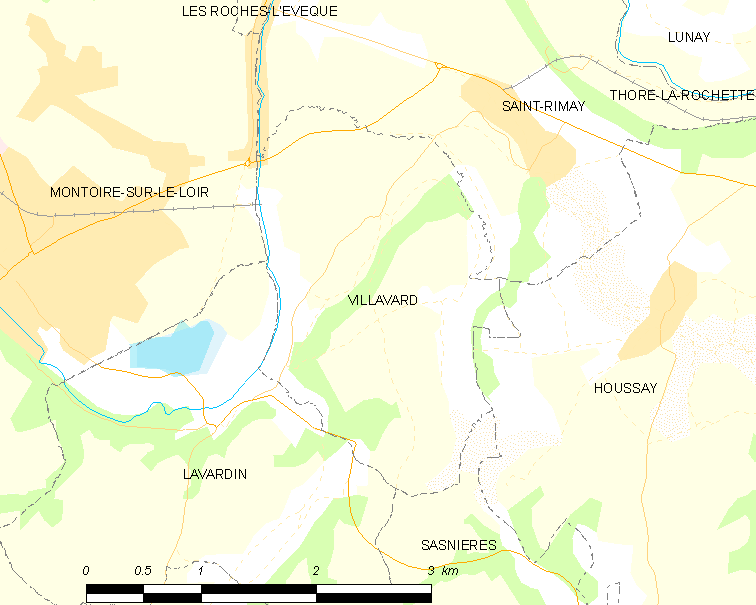
维拉瓦尔的OSM定位图

维拉瓦尔的时区为UTC+01:00、UTC+02:00（夏令时）。

## 行政
维拉瓦尔的邮政编码为41800，INSEE市镇编码为41274。

## 政治
维拉瓦尔所属的省级选区为卢瓦河畔蒙图瓦尔县。

## 人口

1962-2008年间维拉瓦尔人口变化图示

维拉瓦尔于2022年1月1日时的人口数量为125人。